# Кал-над-Каналом
Кал-над-Каналом (словен. Kal nad Kanalom) — село в горах на схід від м. Канал в общині Канал, Регіон Горишка, Словенія. Висота над рівнем моря: 698,6 м.